# Apo-b-karotenoid-14',13'-dioksigenaza
Apo-b-karotenoid-14',13'-dioksigenaza (EC 1.13.12.12, apo-b-karotenoidna 14',13'-dioksigenaza) je enzim sa sistematskim imenom 8'-apo-beta-karotenol:O2 oksidoreduktaza. Ovaj enzim katalizuje sledeću hemijsku reakciju
8'-apo-beta-karotenol + O2 {\displaystyle \rightleftharpoons } 14'-apo-beta-karotenal + 7-hidroksi-6-metilhepta-3,5-dienal
Ovaj enzim zavisi od tiola.

## Literatura
- Nicholas C. Price; Lewis Stevens (1999). Fundamentals of Enzymology: The Cell and Molecular Biology of Catalytic Proteins (Third изд.). USA: Oxford University Press. ISBN 019850229X.
- Eric J. Toone (2006). Advances in Enzymology and Related Areas of Molecular Biology, Protein Evolution (Volume 75 изд.). Wiley-Interscience. ISBN 0471205036.
- Branden C; Tooze J. Introduction to Protein Structure. New York, NY: Garland Publishing. ISBN 0-8153-2305-0.
- Irwin H. Segel. Enzyme Kinetics: Behavior and Analysis of Rapid Equilibrium and Steady-State Enzyme Systems (Book 44 изд.). Wiley Classics Library. ISBN 0471303097.

## Spoljašnje veze
- Apo-beta-carotenoid-14',13'-dioxygenase на 